# 北海道災害拠点病院
北海道災害拠点病院（ほっかいどうさいがいきょてんびょういん）は、北海道にある医療機関のなかで、災害時における医療の確保および搬送体制の整備を図るため、北海道知事が指定した災害拠点病院。

## 災害拠点病院とは
1996年（平成8年）に厚生省（当時）の発令によって定められた「災害時における初期救急医療 体制の充実強化を図るための医療機関」を指す。
1. 24時間いつでも災害に対する緊急対応でき、被災地域内の傷病者の受け入れ・搬出が可能な体制を持つ。
2. 実際に重症傷病者の受け入れ・搬送をヘリコプターなどを使用して行うことができる。
3. 消防機関（緊急消防援助隊）と連携した医療救護班の派遣体制がある。
4. ヘリコプターに同乗する医師を派遣できることに加え、これらをサポートする、十分な 医療設備や医療体制、情報収集システムと、ヘリポート、緊急車両、自己完結型で医療チームを派遣できる資器材を備えている。

## 病院一覧
| 圏域 | 圏域             | 指定病院名                     | 住所                              | 指定年月日                | DMAT             | 救命             |
| 基幹災害拠点病院 | 基幹災害拠点病院 | 基幹災害拠点病院               | 基幹災害拠点病院                  | 基幹災害拠点病院          | 基幹災害拠点病院 | 基幹災害拠点病院 |
| --- | ---------------- | ------------------------------ | --------------------------------- | ------------------------- | ---------------- | ---------------- |
| 全道域 | 全道域           | 札幌医科大学附属病院           | 札幌市中央区南1条西16丁目291番地  | 1997年（平成9年）1月7日   | ○                | 高               |
| 地域災害拠点病院 |                  |                                |                                   |                           |                  |                  |
| 第三次医療圏 | 第二次医療圏     | 指定病院名                     | 住所                              | 指定年月日                | DMAT             | 救命             |
| 道南 | 南渡島           | 市立函館病院                   | 函館市港町1丁目10番1号            | 1997年（平成9年）1月7日   | ○                | DH               |
| 道南 | 南檜山           | 北海道立江差病院               | 檜山郡江差町字伏木戸町484番地     | 1997年（平成9年）3月28日  | ○                | ×                |
| 道南 | 北渡島檜山       | 八雲総合病院                   | 二海郡八雲町東雲町50番地          | 1997年（平成9年）12月25日 | ○                | ×                |
| 道央 | 札幌             | 市立札幌病院                   | 札幌市中央区北11条西13丁目1-1     | 1997年（平成9年）1月7日   | ○                | ○                |
| 道央 | 札幌             | 北海道大学病院                 | 札幌市北区北14条西5丁目           | 2002年（平成14年）4月1日  | ○                | ×                |
| 道央 | 札幌             | 国立病院機構北海道医療センター | 札幌市西区山の手5条7丁目1番1号    | 2010年（平成22年）4月1日  | ○                | ○                |
| 道央 | 札幌             | 手稲渓仁会病院                 | 札幌市手稲区前田1条12丁目1-40     | 2011年（平成23年）11月1日 | ○                | DH               |
| 道央 | 後志             | 小樽市立病院                   | 小樽市若松1丁目1番1号             | 1997年（平成9年）1月7日   | ○                | ×                |
| 道央 | 後志             | JA北海道厚生連倶知安厚生病院   | 虻田郡倶知安町北4条東1丁目2番地   | 2011年（平成23年）11月1日 | ○                | ×                |
| 道央 | 南空知           | 岩見沢市立総合病院             | 岩見沢市9条西7丁目2               | 1997年（平成9年）1月7日   | ○                | ×                |
| 道央 | 中空知           | 砂川市立病院                   | 砂川市西4条北2丁目1番1号          | 1997年（平成9年）1月7日   | ○                | 地               |
| 道央 | 北空知           | 深川市立病院                   | 深川市6条6番1号                   | 1997年（平成9年）12月25日 | ○                | ×                |
| 道央 | 西胆振           | 日鋼記念病院                   | 室蘭市新富町1丁目5番13号          | 1997年（平成9年）1月7日   | ○                | ×                |
| 道央 | 西胆振           | 市立室蘭総合病院               | 室蘭市山手町3丁目8番1号           | 2008年（平成20年）2月21日 | ○                | ×                |
| 道央 | 西胆振           | 製鉄記念室蘭病院               | 室蘭市知利別町1丁目45番地         | 2016年（平成28年）4月1日  | ○                | ×                |
| 道央 | 西胆振           | 伊達赤十字病院                 | 伊達市末永町81番地                | 2011年（平成23年）11月1日 | ○                | ×                |
| 道央 | 東胆振           | 王子総合病院                   | 苫小牧市若草町3丁目4番8号         | 1997年（平成9年）12月25日 | ○                | ×                |
| 道央 | 東胆振           | 苫小牧市立病院                 | 苫小牧市清水町1丁目5番20号        | 2011年（平成23年）11月1日 | ○                | ×                |
| 道央 | 日高             | 浦河赤十字病院                 | 浦河郡浦河町東町ちのみ1丁目2番1号 | 1997年（平成9年）12月25日 | ○                | ×                |
| 道北 | 上川中部         | 旭川赤十字病院                 | 旭川市曙1条1丁目1番1号            | 1997年（平成9年）1月7日   | ○                | DH               |
| 道北 | 上川中部         | 旭川医科大学病院               | 旭川市緑が丘東2条1丁目1番1号      | 2011年（平成23年）11月1日 | ○                | ○                |
| 道北 | 上川北部         | 名寄市立総合病院               | 名寄市西7条南8丁目1               | 1997年（平成9年）12月25日 | ○                | 地               |
| 道北 | 富良野           | 北海道社会事業協会富良野病院   | 富良野市住吉町1番30号             | 1997年（平成9年）12月25日 | ○                | ×                |
| 道北 | 留萌             | 留萌市立病院                   | 留萌市東雲町2丁目16番             | 1997年（平成9年）12月25日 | ○                | ×                |
| 道北 | 宗谷             | 市立稚内病院                   | 稚内市中央4丁目11番6号            | 1997年（平成9年）12月25日 | ○                | ×                |
| オホーツク | 北網             | 北見赤十字病院                 | 北見市北6条東2丁目                | 1997年（平成9年）1月7日   | ○                | ○                |
| オホーツク | 北網             | JA北海道厚生連網走厚生病院     | 網走市北6条西1丁目9番地           | 2011年（平成23年）11月1日 | ○                | ×                |
| オホーツク | 遠紋             | 広域紋別病院                   | 紋別市緑町5丁目6番地8号           | 1997年（平成9年）12月25日 | ○                | ×                |
| オホーツク | 遠紋             | JA北海道厚生連遠軽厚生病院     | 紋別郡遠軽町大通北3丁目1番地5号   | 2011年（平成23年）11月1日 | ○                | ×                |
| 十勝 | 十勝             | JA北海道厚生連帯広厚生病院     | 帯広市西14条南10丁目1番地         | 1997年（平成9年）1月7日   | ○                | ○                |
| 釧路・根室 | 釧路             | 市立釧路総合病院               | 釧路市春湖台1番12号               | 1997年（平成9年）1月7日   | ○                | DH               |
| 釧路・根室 | 根室             | 市立根室病院                   | 根室市有磯町1丁目2番地            | 1997年（平成9年）12月25日 | ○                | ×                |
| 釧路・根室 | 根室             | 町立中標津病院                 | 標津郡中標津町西10条南9丁目1番地1 | 2011年（平成23年）11月1日 | ○                | ×                |
| 2013年1月1日時点 （凡例） 高度：高度救命救急センター、救命：救命救急センター、地域：地域救命救急センター、DH：ドクターヘリ基地病院 |                  |                                |                                   |                           |                  |                  |